# クリオ (犬種)
クリオ（英：Kurīo ）とは、ポリネシアのトゥアモトゥ諸島原産の犬種である。別名トゥアモトゥアン・ドッグ（英；Tuamotuan Dog）。
ニュージーランド原産のクリとは親せき関係にある。両種とも絶滅寸前の希少種である。

## 歴史
原産地にしかいない、極めて珍しい犬種である。クリがトゥアモトゥ諸島に渡ってきて進化し、土着の犬種になったものである。半野良生活をしていて自力で浅瀬の魚を捕らえて食べる傍ら、狩猟や漁を手伝ったりして人間と関わってきた。しかし、他犬種との雑種化が進んだことにより純血個体数が減少し、19世紀後半には13頭が確認されたものの、現在クリオの生存数ははっきりしない。絶滅したとも考えられているが、1960年代に仔犬が3頭見つかったという話が話題になった。しかし、このことは事実かどうか分からず、この仔犬たちがクリオかどうか疑わしいと指摘する専門家もいる。

## 特徴
クリに比べややコートは長いが、シングルコートで日差しを防ぐ事が出来るようになっているといわれている。毛色は白かクリーム。立ち耳、サーベル形の垂れ尾で日本犬に似たスピッツタイプの犬種である。短足でサイズは中型犬並みであるが、体高、体重、性格は不明である。

## 参考
『デズモンド・モリスの犬種事典』（誠文堂新光社）デズモンド・モリス著書、福山英也、大木卓訳 誠文堂新光社、2007年